# Douglas Holding
Douglas Holding AG (FWB: DOHG) — одна из крупнейших парфюмерных сетей Европы.

## Деятельность
Оборот в 2002 году составил более 2,2 млрд евро. Имеет 1 528 магазинов. 76 % продаж приходится на ФРГ, остальные — на Нидерланды, Австрию, Францию, США и другие страны.
28 января 2021 года компания объявила о закрытии 500 точек в Европе. Это чуть менее 20% от всей филиальной сети Douglas, в которую входит около 2400 магазинов в 26 странах Европы.